# 7. ročník udílení Critics' Choice Movie Awards
7. ročník udílení Critics' Choice Movie Awards se konal v 11. ledna 2002.

## Vítězové a nominovaní
Tučně jsou označeni vítězové.
| Nejlepší film | Nejlepší režisér | Nejlepší herec                                                                                    |
| --- | --- | ------------------------------------------------------------------------------------------------- |
| - Čistá duše - Ali - Memento - Moulin Rouge! - Mulholland Drive - Muž, který nebyl - Ostrovní zprávy - Pán prstenů: Společenstvo Prstenu - Shrek - V ložnici    | - Ron Howard – Čistá duše - Baz Luhrmann – Moulin Rouge! - Peter Jackson – Pán prstenů: Společenstvo Prstenu                                   | - Russell Crowe – Čistá duše - Sean Penn – Jmenuji se Sam - Will Smith – Ali                      |
| Nejlepší herečka | Nejlepší herec ve vedlejší roli | Nejlepší herečka ve vedlejší roli                                                                 |
| - Sissy Spacek – V ložnici - Nicole Kidmanová – Moulin Rouge! - Renée Zellweger – Deník Bridget Jonesové                                                        | - Ben Kingsley – Sexy bestie - Jim Broadbent – Iris - Jon Voight – Ali                                                                         | - Jennifer Connelly – Čistá duše - Cameron Diaz – Vanilkové nebe - Marisa Tomei – V ložnici       |
| Nejlepší mladý herec/herečka | Nejlepší filmové obsazení | Nejlepší scénář                                                                                   |
| - Dakota Fanningová – Jmenuji se Sam - Haley Joel Osment – A.I. Umělá inteligence - Daniel Radcliffe – Harry Potter a Kámen mudrců                              | - Gosford Park - Dannyho parťáci - Taková zvláštní rodinka                                                                                     | - Memento – Christopher Nolan - Čistá duše – Akiva Goldsman - Muž, který nebyl –Ethan a Joel Coen |
| Nejlepší cizojazyčný film | Nejlepší animovaný film | Nejlepší rodinný film                                                                             |
| - Amélie z Montmartru (Francie) - Stvořeni pro lásku (Francie/Hong Kong) - Země nikoho (Bosna a Hercegovina)                                                    | - Shrek - Příšerky s.r.o. - Sním či bdím? | - Harry Potter a Kámen mudrců - Deník princezny - Spy Kids: Špioni v akci - Agent v sukni         |
| Nejlepší skladatel | Nejlepší skladba | Nejlepší televizní film                                                                           |
| - Howard Shore – Pán prstenů: Společenstvo Prstenu - John Williams – Harry Potter a Kámen mudrců a A.I. Umělá inteligence - Christopher Young – Ostrovní zprávy | - „May It Be“ – Enya – Pán prstenů: Společenstvo Prstenu - „There You'll Be“ – Faith Hill – Pearl Harbor - „Until...“ – Sting – Kate a Leopold | - Já a mé příznaky - Bratrstvo neohrožených - Mlhy Avalonu                                        |
| Nejlepší herec - televizní film | Nejlepší herečka- televizní film |                                                                                                   |
| - James Franco – James Dean - Hank Azaria – Vzpoura - Barry Pepper – 61*                                                                                        | - Judy Davisová – Já a mé příznaky - Salma Hayeková – V čase motýlů - Emma Thompsonová – Vtip                                                  |                                                                                                   |